# 웨이퍼

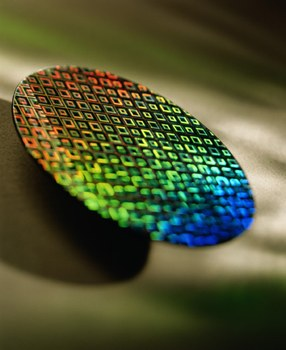
에칭 가공된 실리콘 웨이퍼

웨이퍼(wafer), 일명 슬라이스 또는 기판은 집적 회로 제작을 위한 전자 기기 및 기존의 웨이퍼 기반 태양광 전지에 사용되는 결정질 실리콘과 같은 반도체 소재의 얇은 조각이다. 실리콘 반도체 소재의 종류 결정을 원주상에 성장시킨 주괴를 원판 모양으로 얇게 깎아내어 만든다.

## 개요
웨이퍼의 크기는 50 mm ~ 300 mm까지 다양한 종류가 있으며, 구경이 크면 1장의 웨이퍼에서 많은 집적회로 칩을 생산할 수 있기 때문에, 시간이 지날수록 구경은 커지고 있다. 직경 300 mm의 실리콘 웨이퍼는 2000년경부터 생산량이 증가해서, 2004년에는 실리콘 웨이퍼의 전체 생산수량의 20 %정도를 차지하게 되었다.
두께는 반도체 제조 공정중에 취급하기 쉬운 0.5 mm ~ 1 mm 정도 되지만, 일반 실리콘 웨이퍼의 경우에 예외 치수는 SEMI (Semiconductor Equipment and Materials International) 같은 업계단체에서 표준화 되고 있다. 예시로, 직경 150 mm (6 인치)의 경우는 두께 0.625 mm, 200 mm (8 인치)에서는 두께 0.725 mm, 300 mm (12 인치)에서는 두께 0.775 mm로 되어 있다. (두께 오차는 ±0.025 mm)
반도체소자의 제조를 위해서 웨이퍼는 특정의 결정 방위를 따라서 깎여 있다. 또한, 공정중 웨이퍼의 방향을 맞추기 위해서, 플랫 혹은 넛치라고 불리는 노치가 있다. 플랫은, 도전형과 결정 방위에 의해서 노치하는 위치가 정해져 있다.

플랫 위치의 분류

## 제조방법
여기에서는 실리콘 웨이퍼의 일반적인 제조법을 설명한다.

### 벌크결정 성장
실리콘의 경우, 초크랄스키법 (Cz법) 혹은, 플로팅 존법 (FZ법)에 따라서 단결정 주괴가 만들어진다.
- 초크랄스키 (Czochralski, Cz)법

석영의 도가니로 다결정 실리콘을 용해해서, 용액안에 종결정을 침지하고, 서서히 끌어올려 가는방법이다. 이 방법에는, 비교적 큰구경의 단결정이 만들기 쉽고, LSI에 사용되는 웨이퍼는, 대부분이 이 방법에 의하여 만들어진다. 하지만, 용액이 도가니에 접촉하고 있기 때문에, 도가니의 표면으로부터 냉각시에 과포화가 되는만큼 대량의 산소가 혼입되고, 또한, 결정의 성정방향에 따라 저항률의 변화가 커다란 문제가 있어서, 전력 소자에는 별로 사용되지 않는다. 진보된 기술로 자계를 걸어서 결정 성장을 제어하는 MCZ법이 있다.
- 플로팅 존(Floating Zone, FZ)법

다결정 실리콘의 주괴를 부분적으로 용해하면서 단결정화를 하는 방법이다. 결정의 성장방향의 불순물 분포가 일정하고, 산소농도가 매우 적은 장점이 있지만, 결정 반경방향의 저항률 분포에 격차가 있기 때문에, 중성자조사에 의해 저항률의 균일화를 도모할 수 있다.

### 외형연삭
- 주괴의 외주를 연삭해서, 소정의 직경으로 완성하는 방식이다.

### 방위가공
- 결정방위를 측정해서, 방위를 알 수 있도록 정해진 위치에 방위 플랫이나 넛치를 새긴다.

### 결정절단
- 끌어올려진 주괴를 다음 공정에서 가공할 수 있는 크기로 분할하기 위해서 절단을 실시한다. 길이는 대충 30 cm ~ 50 cm의 원주가 된다. 이때 끌어올릴때 생긴 수부 (top)와 저부 (tail)를 절단해서 제거한다.

### 슬라이싱
- 주괴를 전선톱이나 내주칼날 절단기(ID-Saw)을 이용하여 원형으로 자른다.

### 베벨링
- 실리콘은 단단해도 약하기 때문에, 가공시에 쉽게 갈라지거나 빠지기도 한다. 그것을 막기 위해서, 잘라진 원형의 외주를 몰딩한다. 이때, 불균형이 있는 외주 (직경)에 OF 폭의 길이를 맞추는 일도 포함된다. 주로 이 공정으로 사용되는 장치는 베벨링 머신 (연절삭 기계)라고 하며 일본 회사의 emtec.co.ltd의 장비가 대부분의 시장을 점유하고 있다.

### 랩핑
- 정반간에 얇게썬 원반을 삽입해서, 거기에 연마용 입자를 포함한 연삭액 (slurry)를 흘리면서 문질러서 표면의 울퉁불퉁을 제거하여 두께나 형상을 만들어 가는 공정이다.

### 에칭
- 표면을 약품으로 녹여서, 랩핑으로인한 가공 데미지나 엉성함을 제거하는 공정이다.

### 도너킬러 어닐링
- 결정 육성시에 석영 도가니에서 융화된 산소가 결합하고 도너로 역할해서, 불순물로 제어된 저항값이 어긋나기 때문에, 이 산소 도너를 분해하기 위해서 열처리를 실시한다. 가공응력의 완화나 결정결함을 감소시키는 목적도 있다.

### 에지 연마
- 구경을 크게하는 것과 동시에 에지의 데미지가 분열이나 파티클의 발생이 문제가 되기 때문에, 에지표면을 CMP 가공에 의해서 매끄럽게 하는 공정이다.

### 연마
- 표면의 정도 (평탄도)를 높이기 위해서, 화학-기계연마 (CMP) 가공에 의하여, 경면 상태로 만드는 공정이다.

### 세정
- 각 가공공정으로 더러워졌기 때문에, RCA로 개발된 RCA 세정을 기본으로 한 세정방법에 의하여, 씻어서, 청정화한다.

## 주요 회사
톱 리스트
- 신에츠 반도체 (일본) 세계 1위
- SUMCO (일본, 미츠비시 스미토모 실리콘) 세계 2위
- SILTRONIC (독일, 구 Wacker Siltronic AG) 세계 3위
- SunEdison (미국, 구 MEMC) 세계 4위
- Woongjin Energy (대한민국, 웅진에너지)
- SK Siltron (대한민국, 구 LG Siltron)

기타
- Covalent (일본)
- Topsil (덴마크)
- Wafer Works (대만)

## 같이 보기
- PN 접합
- 저비용 태양 전지

## 참조문헌
- The Nano-Micro Interface: Bridging the Micro and Nano Worlds by Hans-Jörg Fecht, December 20, 2004